# Saint-Estève
Saint-Estève település Franciaországban, Pyrénées-Orientales megyében. Lakosainak száma 11 673 fő (2022. január 1.). Saint-Estève Peyrestortes, Perpignan, Baho és Baixas községekkel határos.

## Népesség
A település népessége az elmúlt években az alábbi módon változott:
| Lakosok száma | 11 846 | 11 698 | 12 046 | 11 658 | 11 697 | 11 719 | 11 642 | 11 550 | 11 673 |
|               | 2013   | 2015   | 2016   | 2017   | 2018   | 2019   | 2020   | 2021   | 2022   |